# Жирафы
Жирафы (лат. Giraffa) — род парнокопытных млекопитающих из семейства жирафовых. Древние ископаемые виды жирафов известны из миоцена — плейстоцена Африки, Передней и Центральной Азии, и плейстоцена Японии. Современный жираф обитает в саваннах Африки южнее Сахары.
Генетический анализ почти двух сотен жирафов показал, что существует не один вид Giraffa camelopardalis с несколькими подвидами, а 4 отдельных вида: G. giraffa (южные жирафы), G. tippelskirchi (масайские жирафы), G. reticulata (сетчатые жирафы), G. camelopardalis (северные жирафы, у которых есть подвид G. camelopardalis camelopardalis). Время отделения южных жирафов датируется возрастом 1,99 млн л. н., масайских жирафов — возрастом 1,89 млн л. н. Время разделения сетчатых и северных жирафов датируется возрастом 1,25 млн лет назад.

## Классификация
Традиционно в род жирафов включают один современный и 6—7 вымерших видов:
- Giraffa camelopardalis — Жираф, известен начиная с плиоцена, Африка, средний плейстоцен Сирии
- † Giraffa jumae Leakey, 1967 — верхний миоцен — средний плейстоцен, Африка и Передняя Азия
- † Giraffa priscilla Pilgrim, 1911 — средний миоцен, Джамму и Кашмир
- † Giraffa punjabiensis Pilgrim, 1911
- † Giraffa pygmaea Harris, 1976 — плиоцен — плейстоцен, Восточная Африка
- † Giraffa sivalensis Falconer & Cautley, 1843
- † Giraffa stillei Arambourg, 1947 — верхний миоцен — плейстоцен, Восточная Африка
- † ? Giraffa nipponica — плейстоцен, Япония